# Love Songs (Elton John-album)
Love Songs er et opsamlingsalbum af den britiske sangeren Elton John. Albummet blev første udgivet den 6. november 1995 af Elton Johns egne pladesalskab The Rocket Record Company, sammenholdt med Mercury Records. Albummet blev udgivet i Nordamerika af MCA Records den 24. september 1996, næsten et år efter den europæiske udgivelse.
I USA blev albummet certificeret guld i december 1996, platin i marts 1997, to gange platin i december 1998 og tre gange platin i august 2000 af Recording Industry Association of America.

## Sporliste
Alle sange er skrevet af Elton John og Bernie Taupin medmindre andet er angivet.
Europæiske udgivelse
1. "Sacrifice"
2. "Candle in the Wind"
3. "I Guess That's Why They Call It the Blues"
4. "Don't Let the Sun Go Down on Me" (duet med George Michael)
5. "Sorry Seems to Be the Hardest Word"
6. "Blue Eyes" (John, Gary Osborne)
7. "Daniel"
8. "Nikita"
9. "Your Song"
10. "The One"
11. "Someone Saved My Life Tonight"
12. "True Love" (duet med Kiki Dee) (Cole Porter)
13. "Can You Feel the Love Tonight" (John, Tim Rice)
14. "Circle of Life" (John, Rice)
15. "Blessed"
16. "Please"
17. "Song for Guy" (John)

Nordamerikanske udgivelse
1. "Can You Feel the Love Tonight" – 4:02
2. "The One" – 5:55
3. "Sacrifice" – 5:09
4. "Daniel" – 3:55
5. "Someone Saved My Life Tonight" – 6:47
6. "Your Song" – 4:03
7. "Don't Let the Sun Go Down on Me" (duet med George Michael) – 5:50
8. "Believe" – 4:44
9. "Blue Eyes" – 3:29 (John, Osborne)
10. "Sorry Seems to Be the Hardest Word" – 3:50
11. "Blessed" – 5:03
12. "Candle in the Wind" (live) – 4:02
13. "You Can Make History (Young Again)" – 4:56
14. "No Valentines" – 4:11
15. "Circle of Life" – 4:50 (John, Rice)

## Hitlister
| Hitliste (1995)                   | Placering |
| --------------------------------- | --------- |
| Australien (ARIA Charts)          | 7         |
| Østrig (Ö3 Austria Top 40)        | 4         |
| Belgia (Ultratop Vallonien)       | 4         |
| Chile (APF)                       | 1         |
| Danmark (Tracklisten)             | 4         |
| Frankrig (SNEP)                   | 1         |
| Tyskland (Media Control Charts)   | 7         |
| Italien (FIMI)                    | 2         |
| Japan (Oricon)                    | 12        |
| New Zealand (RIANZ)               | 1         |
| Norge (VG-lista)                  | 1         |
| Portugal (AFP)                    | 2         |
| Spainien (PROMUSICAE)             | 8         |
| Sverige (Sverigetopplistan)       | 2         |
| Schweiz (Schweizer Hitparade)     | 2         |
| Storbritannien (UK Albums Chart)  | 4         |
| Hitliste (1996)                   | Placering |
| Belgien (Ultratop Flandern)       | 5         |
| Canada (Canadan Albums Chart)     | 11        |
| Finland (Suomen virallinen lista) | 2         |
| Ungarn (MAHASZ)                   | 8         |
| Nederlandene (MegaCharts)         | 3         |
| USA (Billboard 200)               | 24        |